# Kirche Wusseken

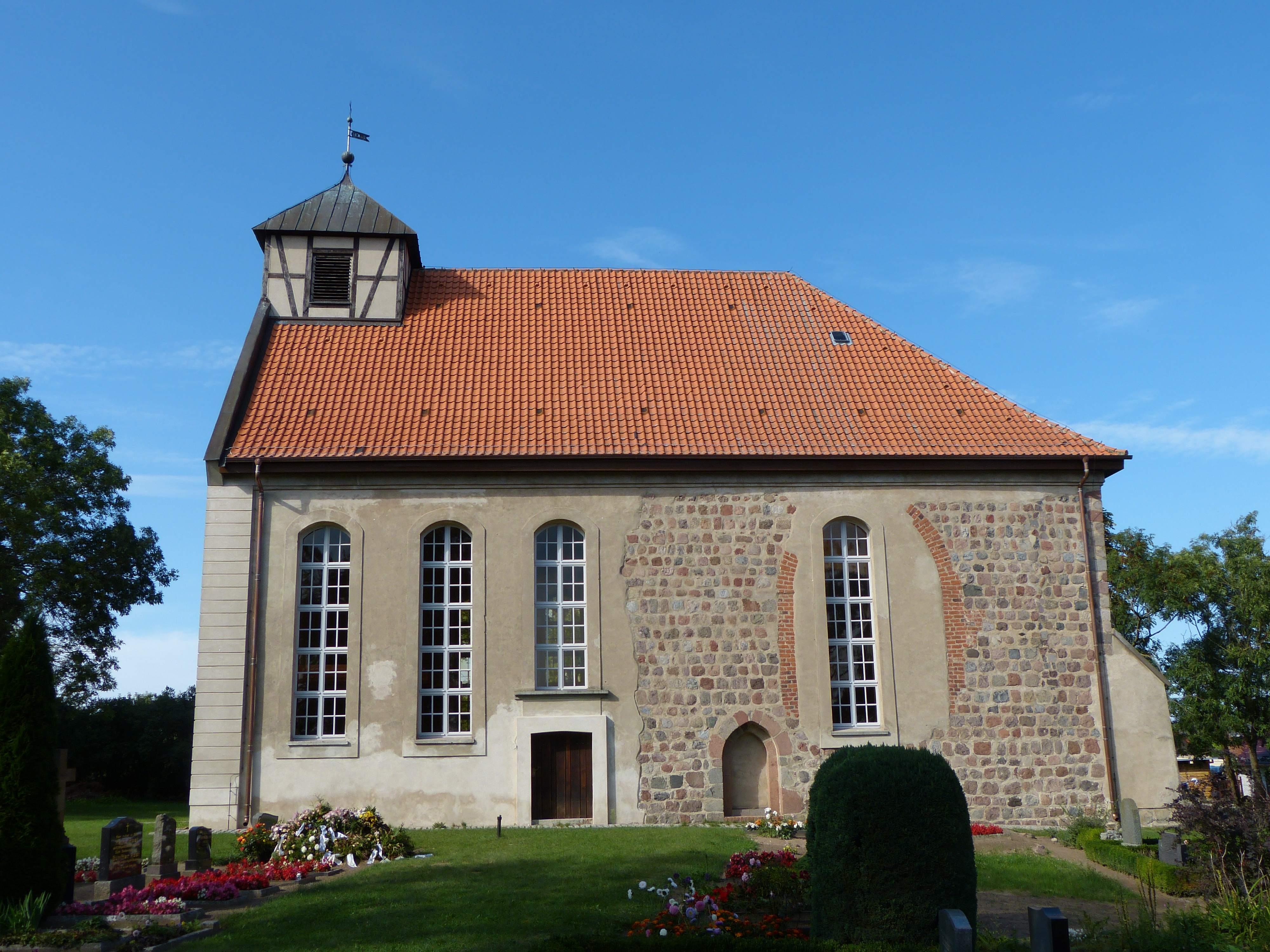
Kirche Wusseken

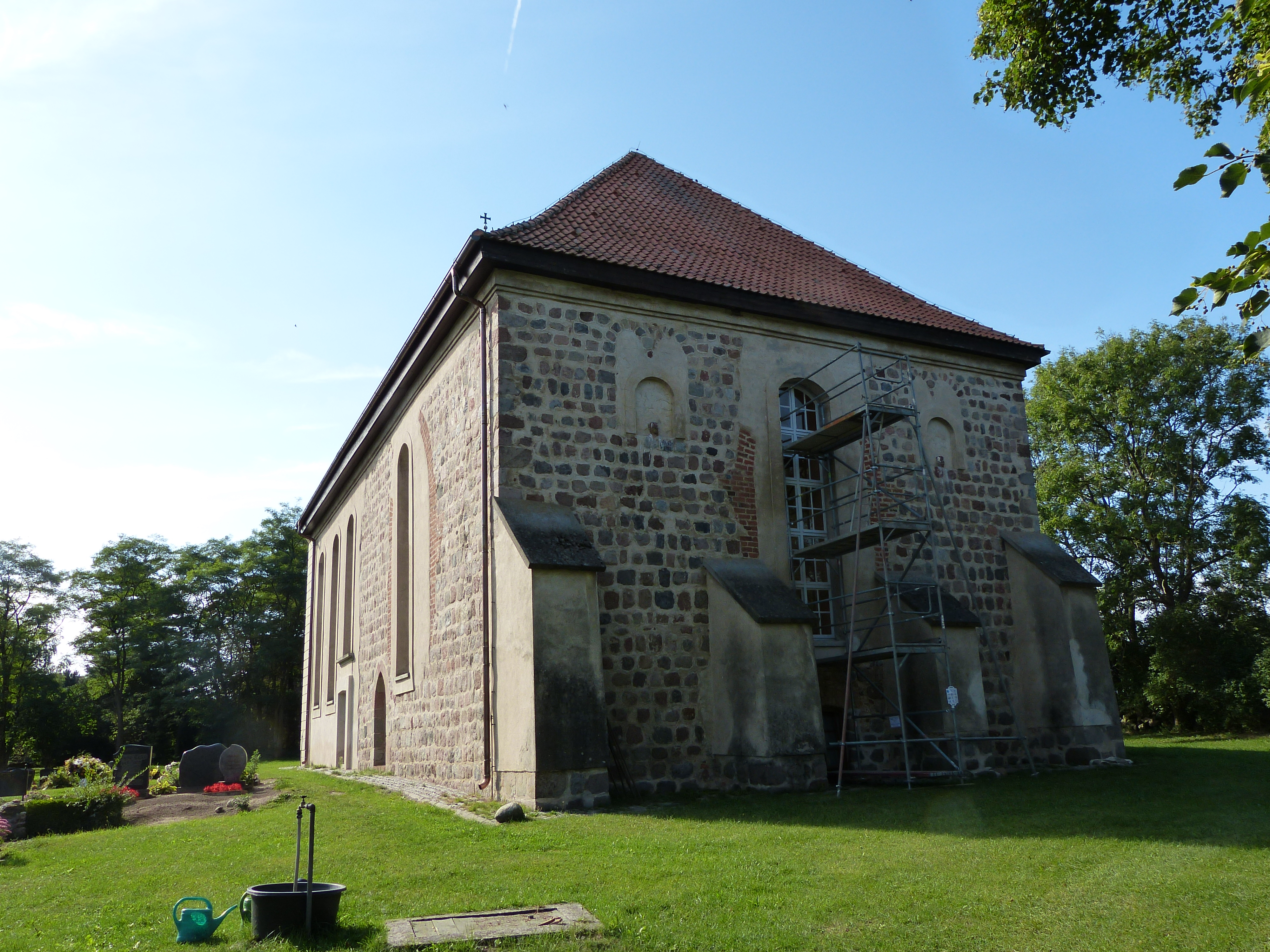
Ostgiebel

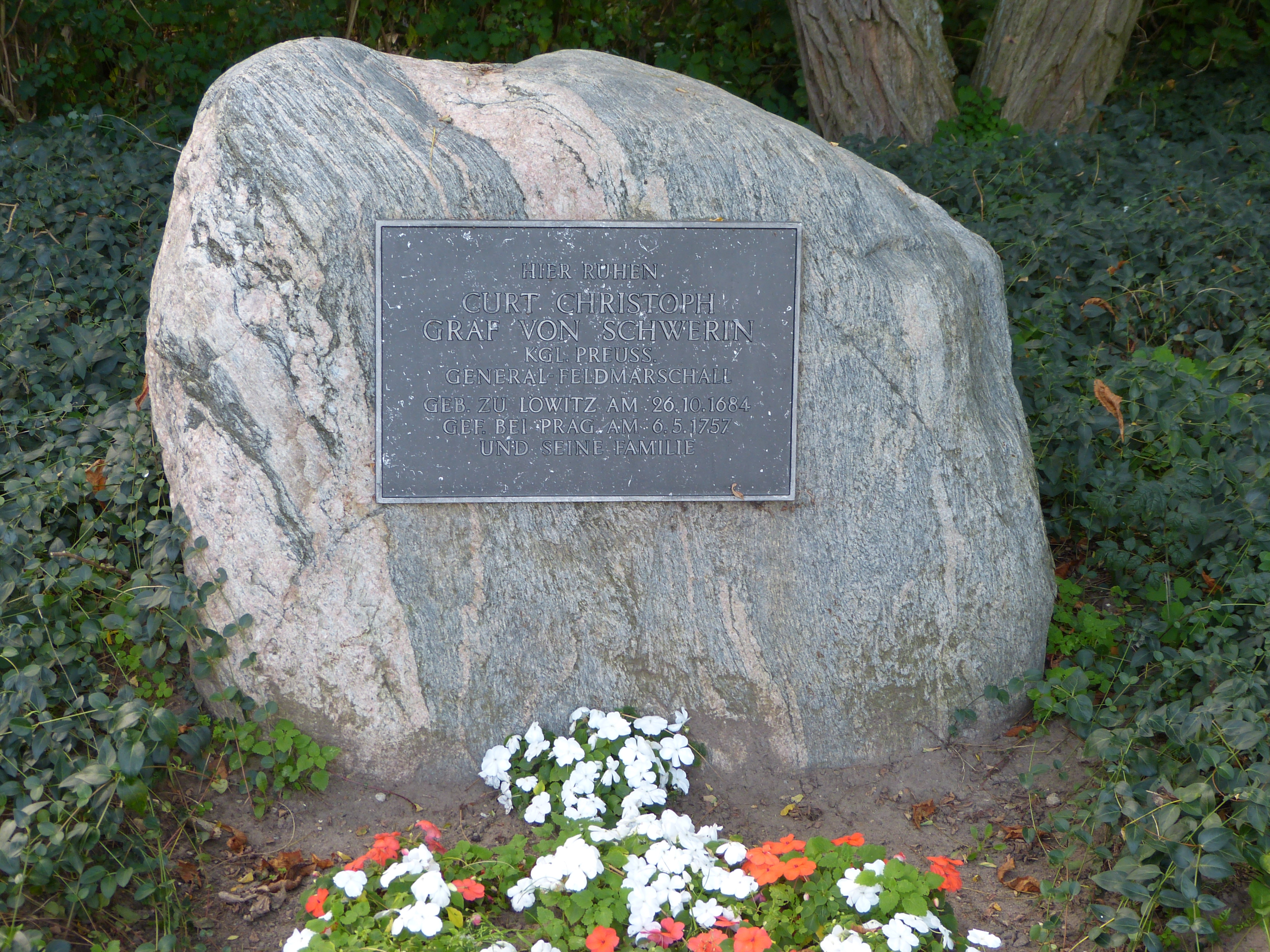
Gedenkstein für Kurt Christoph von Schwerin

Die Kirche Wusseken ist ein Kirchengebäude im Ortsteil Wusseken der Gemeinde Sarnow im Landkreis Vorpommern-Greifswald. Sie gehört zur Propstei Pasewalk im Pommerschen Evangelischen Kirchenkreis der Evangelisch-Lutherischen Kirche in Norddeutschland.

## Geschichte
Der Bau einer den Heiligen Georg und Adalbert geweihten Kirche und die Begründung einer Parochie in Wusseken wurde 1243 durch eine Schenkung von drei Hufen Land an das Kloster Stolpe gefördert, die von Herzog Barnim I. urkundlich bestätigt wurde. Heinrich von Schwerin auf Wusseken verzichtete 1296 zugunsten des Klosters Stolpe auf das Kirchenpatronat. 1514 war die Kirche dem heiligen Georg, der Maria und dem Rosenkranz geweiht. Später wurde sie nur noch als Marienkirche bezeichnet.
Während des Zweiten Nordischen Krieges wurde die Kirche stark beschädigt, 1659 stürzte der damals 75 Meter hohe Kirchturm ein. Die Pfarrstelle war ab 1660 nicht mehr besetzt. Zunächst von Putzar aus mitversorgt, kam die Gemeinde zum Boldekower Kirchspiel.
1738 erhielt Wusseken wieder einen eigenen Pfarrer. Der Besitzer des Gutes Wusseken, der Generalfeldmarschall Kurt Christoph von Schwerin, ließ die Kirche 1742 für 8000 Taler im barocken Stil neu ausbauen und erweitern.
Bei einem Brand wurden 1968 die barocke Ausstattung der Kirche und der westliche Fachwerkturm zerstört.

## Gebäude
Die Kirche ist ein teilweise verputzter Feldsteinbau auf einem geräumigen rechteckigen Grundriss. Der älteste Teil, der kreuzrippengewölbte Ostteil mit zwei Maskenköpfen in der Ostwand und dem zugesetzten Südportal, wird auf die Mitte des 13. Jahrhunderts datiert. Beim Umbau 1742 erhielt die Kirche gequaderte Ecklisenen, hohe Korbbogenfenster und ein stichbogiges Südportal. Die Ende des 19. Jahrhunderts von Hugo Lemcke beschriebene achteckige Laterne und der schindelgedeckte Helm des Fachwerkturms wurden nach dem Brand 1968 durch ein einfaches Zeltdach ersetzt. Aus dem gleichen Grund ist die Kirche heute innen flach gedeckt.

## Gruft
Unter dem Ostteil der Kirche ließ Kurt Christoph von Schwerin 1742 auch eine dreischiffige Gruft errichten. In ihr wurden 1754 seine erste Ehefrau, 1757 er selbst und 1778 seine zweite Frau in einfachen Metallsärgen mit wenigen Rokokoornamenten beigesetzt. Insgesamt befanden sich 21 Särge der Familie von Schwerin in der Gruft. Eine mumifizierte Leiche wurde mehrmals von Pathologen untersucht. 1907 öffneten Kadetten der Kriegsschule Anklam den Sarg des Generalfeldmarschalls. Berichten über eine angebliche Plünderung seines Sarges und den einer seiner Frauen nach 1945 durch Soldaten der Roten Armee stehen Aussagen von Wussekener Einwohnern gegenüber, wonach die Gruft in den 1950er Jahren noch unversehrt wirkte.
Nach dem Brand von 1968 wurde mehrfach in die stark beschädigte Kirche eingebrochen, Särge und Skelette wurden zerstört, Ausstattungsstücke gestohlen. Mit Genehmigung des Generalkonservators der DDR wurden die Reste im westlichen Teil des Friedhofs ohne Grabstein beigesetzt. Angehörige der Familie von Schwerin stifteten nach der Wende eine Gedenktafel, die an einem Findling aus der Wussekener Kiesgrube befestigt wurde.